# Босна Високо
Футбольний клуб Босна Високо або просто Босна (босн. Nogometni klub Bosna Visoko) — професійний боснійський футбольний клуб із міста Високо в Федерації Боснія і Герцеговина.

## Історія
Перший матч у Високому зіграно в 1923 році, коли було створено перший футбольний клуб «Ядран». У 1934 році в місті виник інший футбольний клуб, «Раднички». У 1953 році обидва клуба злилися в один під назвою «Босна». Новий клуб став демонструвати набагато кращі результати. Свідченням цього стали його виступи з 1963 року в Другій лізі чемпіонату Югославії.
Боснійська війна на деякий час перервала розвиток клубу. У 1993 році клуб відроджується, а вже в сезоні 1994/95 років у першому національному чемпіонаті в місті Зениця посів 3-тє місце. У сезоні 1995/96 років «Босна» посіла перше місце в Другій лізі чемпіонату Боснії (група Північ), а в Першій лізі в сезоні 1996/97 років посів третє місце. У регулярній частині сезону 1997/98 років посів перше місце, але в чемпіонському плей-оф посів четверте місце. Цього ж сезону команда стала переможцем Кубку та Суперкубку Боснії і Герцеговини.
Протягом останніх років команда виступала в Другій лізі ФБГ та займала місця у верхній частині турнірної таблиці. Також відбулася реорганізація в клубів та часткове омолодження складу команди.

## Досягнення
- Прем'єр-ліга Боснії і Герцеговини:
  -  Бронзовий призер (1): 1996/97

- Перша ліга чемпіонату Боснії і Герцеговини
  -  Чемпіон (1): 1997/98

- Кубок Боснії і Герцеговини
  -  Володар (1): 1998/99

- Суперкубку Боснії і Герцеговини
  -  Володар (1): 1999

## Виступи в Прем'єр-лізі
| Виступи НК Босна в Першій та Прем'єр-лізі Боснії і Герцеговини | Виступи НК Босна в Першій та Прем'єр-лізі Боснії і Герцеговини | Виступи НК Босна в Першій та Прем'єр-лізі Боснії і Герцеговини | Виступи НК Босна в Першій та Прем'єр-лізі Боснії і Герцеговини | Виступи НК Босна в Першій та Прем'єр-лізі Боснії і Герцеговини | Виступи НК Босна в Першій та Прем'єр-лізі Боснії і Герцеговини | Виступи НК Босна в Першій та Прем'єр-лізі Боснії і Герцеговини | Виступи НК Босна в Першій та Прем'єр-лізі Боснії і Герцеговини | Виступи НК Босна в Першій та Прем'єр-лізі Боснії і Герцеговини | Виступи НК Босна в Першій та Прем'єр-лізі Боснії і Герцеговини | Виступи НК Босна в Першій та Прем'єр-лізі Боснії і Герцеговини |
| Сез.                                                           | Міс.                                                           | М                                                              | В                                                              | Н                                                              | П                                                              | ЗМ                                                             | ПМ                                                             | РМ                                                             | О                                                              | Примітки                                                       |
| -------------------------------------------------------------- | -------------------------------------------------------------- | -------------------------------------------------------------- | -------------------------------------------------------------- | -------------------------------------------------------------- | -------------------------------------------------------------- | -------------------------------------------------------------- | -------------------------------------------------------------- | -------------------------------------------------------------- | -------------------------------------------------------------- | -------------------------------------------------------------- |
| 1994/95                                                        | -                                                              | 9                                                              | 4                                                              | 2                                                              | 3                                                              | 10                                                             | 8                                                              | +2                                                             | 14                                                             | [ 2 ]                                                          |
| 1996/97                                                        | 3.                                                             | 30                                                             | 16                                                             | 6                                                              | 8                                                              | 60                                                             | 29                                                             | +31                                                            | 54                                                             | [ 3 ]                                                          |
| 1997/98                                                        | -                                                              | 32                                                             | 20                                                             | 3                                                              | 9                                                              | 58                                                             | 31                                                             | +27                                                            | 63                                                             | [ 4 ]                                                          |
| 1998/99                                                        | 2.                                                             | 30                                                             | 18                                                             | 2                                                              | 10                                                             | 50                                                             | 21                                                             | +29                                                            | 56                                                             | [ 5 ]                                                          |
| 1999/00                                                        | 12.                                                            | 30                                                             | 10                                                             | 6                                                              | 14                                                             | 34                                                             | 36                                                             | -2                                                             | 36                                                             | [ 6 ]                                                          |
| 2001/02                                                        | 12.                                                            | 30                                                             | 11                                                             | 6                                                              | 13                                                             | 33                                                             | 48                                                             | -15                                                            | 39                                                             | [ 7 ]                                                          |
| 2002/03                                                        | 20.                                                            | 38                                                             | 4                                                              | 1                                                              | 33                                                             | 28                                                             | 107                                                            | -79                                                            | 13                                                             | [ 8 ]                                                          |
| Загалом - 7 сезонів                                            | Загалом - 7 сезонів                                            | 199                                                            | 83                                                             | 26                                                             | 90                                                             | 273                                                            | 280                                                            | -7                                                             | 275                                                            |                                                                |
| Загалом у ПЛБіГ - 1 сезон                                      | Загалом у ПЛБіГ - 1 сезон                                      | 38                                                             | 4                                                              | 1                                                              | 33                                                             | 28                                                             | 107                                                            | -79                                                            | 13                                                             |                                                                |

## Відомі гравці
- Алмедин Хота